# 野間 (給油艦)
野間（のま）は、大日本帝国海軍の給油艦。艦名は、鹿児島県野間半島西端の野間岬から採られた。

## 計画
日本海軍が大正8年度(1919年)に輸入する重油の輸送には既に竣工している3隻(志自岐・洲埼・剣埼)では足らず、建造契約の済んだ「能登呂」以下の給油船は早くても大正9年度(1920年)竣工の予定だった。民間船の徴用も現状は困難であり、在英監督官から上申されたZ型給油船1隻の至急購入が同年4月1日に決裁された。建造予定の給油船1隻の予算を8年度に繰り上げて流用、費用は回航費を含めて概算で245万円程度と計算された。同年5月に購入契約を結び、イギリスから第一次世界大戦中に建造した War 型戦時標準中型タンカー「ウォー・ワージャー」(War Wazir) を建造中に買収して「野間」と命名した。

## 艦型
船型は日本のタンカーには珍しい中央機関のトランクド・デッキ型である。日本での同様の形式のタンカーとしては「瑞洋丸」（日東鉱業汽船、7,386トン）と「第三小倉丸」（小倉石油、7,350トン）などの輸入船、太平洋戦争中に平時標準船A型・B型・C型・K型や戦前建造船等各種貨物船を改造した応急油槽船があるほか、「野間」と全く同じ War 型戦標タンカーも1937年（昭和12年）に輸入された「御津丸」（大平汽船、5,682総トン、旧イギリス艦War Gaekwar）、1938年（昭和13年）に輸入された「北喜丸」（北川産業、5,599総トン、旧イギリス艦「ウォー・ビーガム」War Begum）、1940年（昭和15年）に輸入された「大神丸」（大岩汽船部、5,574総トン、旧イギリス艦「ウォー・カーン」War Khan）の中古船3隻が輸入され、太平洋戦争中にも「鳳南丸」（飯野海運運航、5,542総トン、旧イギリス艦「ウォー・サーダー」War Sirdar ）の1隻が鹵獲されている。「野間」は、対潜偽装のために艦橋と煙突の間にマストを立てていた。
上述の通り船体中央に機関室があり、石炭庫はその上方左右1カ所ずつ、また前方に1カ所の計3カ所、石炭庫の前に燃料タンクを設けた。その前後には前部に3カ所、後部に2カ所の重油タンクがあり、タンクには7,290トン搭載の計画だった。また艦首、艦尾部には船艙が各1個あり、倉庫もあった。
搭載量は、計画で載貨重量8,450トン、重油は満載8,080トン(燃料タンクを含む、以下同様)、石炭は石炭庫848トン、予備石炭庫198トン、庫外498トンの計1,346トンだった(実際に載せられるのは貨物の合計が載貨重量トン以下、以下同様)。実際の満載量として竣工翌年の1920年(大正9年)の文書に重油8,080トン、石炭庫1,290トンの記載がある。また1924年(大正13年)調べでは重油満載7,720トン、石炭庫1,290トン、庫外240トンの計1,530トンとなっていた。

## 艦歴
1919年5月24日「野間」と命名、同月28日にイギリスのロバート・ダンカン社グラスゴー造船所で竣工した。回航途中の同年7月15日にシンガポールに立ち寄り同日出港、同月24日バリクパパンで重油7,379トンを搭載し同日呉に向け出港した。8月5日附で呉鎮守府籍となり、在役船と定められる。8月6日呉港に到着、公的にはこの日が竣工日となっている
呉までの回航は中国人の乗員が当たっていてその片付けや、艤装などに問題があることから修理改造が必要だった。呉海軍工廠で9月下旬から約1カ月間工事が行われ、10月16日に公試運転、25日に横須賀へ向け出港した。日本海軍は1921年3月までにサンフランシスコから重油8万トンを輸入する契約を結び、本船がこれに当たることになっており、11月13日横須賀を出港した。ホノルル経由でサンフランシスコ着、帰路もホノルル経由で翌1920年(大正9年)1月16日呉に帰港した。この時にサンフランシスコで検疫のため艦内消毒を行ったのが問題になった。アメリカでは軍、民間の区別無く運送船には検疫を行っており、一方の日本側は運送船でも日本海軍籍にあり国際法上の軍艦であるという考えだった。交渉の結果、本船の検疫は今後免除となっている。
前年の呉での工事は必要最小限だったため、横須賀海軍工廠で残工事を行い、その間1920年2月18日から3月8日まで第4ドックに入り、舵取付部の調査や艦底塗り替えなどが行われている。また4月1日に特務艦艇類別標準で特務艦と特務艇が新たに定められ、本艦は特務艦中の運送艦に登録された。同日横須賀を出港、サンフランシスコへ向かい6月9日に呉に帰港した。この時は無線発信能力に問題が有り、発電機の増備を上申している。その後はボルネオからの重油輸送に当たる事になり、6月21日に呉を出港しタラカンから重油輸送を行い7月22日横須賀に帰港した。9月15日呉を出港し北米からの重油輸送を行い11月15日呉に帰港、次いで12月9日呉を出港してタラカンに向かい、翌1921年(大正10年)1月5日呉に帰港した。
1921年はタラカンを7往復し、呉に1回、馬公に1回、徳山に5回重油を輸送した。
1922年(大正11年)からはタラカンへ5回、バリクパパンへ1回行き、全て徳山に重油を降ろした。同年最後の航海は12月13日呉を出港、タラカンから翌1923年(大正12年)1月13日に呉に帰港した。
同年1月18日、ボイラーの水圧試験中に2号缶の炉筒と管板の取付部に亀裂を生じた。応急修理中の27日に3号缶にも同様の亀裂を生じ、修理完成の見込みが立たなったため、本艦での輸送計画も立たなくなってしまった。その他、戦時急造艦のため低速力なことや知床型給油艦の就役に伴って、以後は予備艦となって呉に係留されることとなった。
1928年（昭和3年）4月1日除籍、11月28日廃船認許、翌1929年（昭和4年）3月25日に飯野商事（後の飯野海運）に18万円で売却される。飯野商事は1902年（明治35年）に舞鶴鎮守府への出入り業者となって以来、海軍御用達として緊密な関係を築いていた。これまで鎮守府間輸送用の小型タンカーしか所有していなかったが、外航タンカーに手を広げるにあたり、目をつけたのが除籍された「野間」であった。播磨造船所にて大改装の後「日本丸」と命名されて、引き続き北アメリカからの海軍向けの重油輸送に使用された。1933年（昭和8年）5月28日、ロサンゼルス北西アルグエロ岬沖にて荒天により座礁して浸水し、排水作業の甲斐なく沈没した。同船に掛けられていた保険金50万円は、代船として建造されたタンカー「極東丸」（飯野商事、10,051トン）の建造費260万円の一部に充当された。

## 公試成績
| 実施日         | 種類     | 排水量     | 回転数 | 出力      | 速力       | 場所   | 備考 | 出典   |
| -------------- | -------- | ---------- | ------ | --------- | ---------- | ------ | ---- | ------ |
| 1919年10月16日 | 公試運転 | 11,380トン | 84rpm  | 3,194馬力 | 12.6ノット | 広島湾 |      | [ 30 ] |

## 艦長
※『日本海軍史』第9巻・第10巻の「将官履歴」に基づく。階級は就任時のもの。
指揮官
- （心得）安東昌喬 中佐：1919年8月5日[54] - 1919年12月1日
- 安東昌喬 大佐：1919年12月1日[55] - 1920年1月17日[56]
- （心得）黒田瀧二郎 中佐：1920年1月17日[56] -

特務艦長
- 黒田瀧二郎 大佐：1920年12月1日[57] - 1921年4月14日[58]
- 島祐吉 大佐：1921年4月14日 - 1921年11月20日
- 矢野馬吉 大佐：1921年11月20日 - 1922年4月15日
- 吉富新八 大佐：1922年4月15日[59] - 1922年12月1日[60]
- 本宿直次郎 大佐：1922年12月1日 - 1923年2月15日
- 本多数馬 大佐：1923年2月15日[61] - 1923年7月20日[62]
- （心得）村松定矩 中佐：1923年7月20日[62] - 1923年11月10日[63]
- （心得）本内達蔵 中佐：1923年11月10日[63] - 1924年2月13日[64]
- （兼）本宿直次郎 大佐：1924年2月13日 - 1924年7月1日
- （心得）水野熊雄 中佐：1924年7月1日[65] - 1924年7月21日[66]
- （兼・心得）三矢四郎 中佐：1924年7月21日[66] - 1924年9月9日[67]
- （兼・心得）鈴木秀次 中佐：1924年9月9日[67] - 1924年11月20日[68]
- 土田数雄 中佐：1924年11月20日[68] - 1925年4月20日[69]
- （兼）今川真金 大佐：1925年4月20日[69] - 1925年8月1日[70]
- 加藤完 中佐：1925年8月1日[70] - 1926年2月20日[71]